# Serge Betsen
Serge Betsen Tchoua (Kumba, 25 marzo 1974) è un ex rugbista a 15 francese, a lungo flanker del Biarritz e della Nazionale francese.

## Biografia
Nato in Camerun e cresciuto a Clichy, mosse i suoi primi passi rugbistici nel club di tale cittadina, fino a quando, a 18 anni, fu ingaggiato dal Biarritz con il quale debuttò in campionato nel 1992.
Flanker dal fisico potente (96 kg), con il club basco ha vinto tre titoli di campione di Francia e vanta anche una finale, persa, nella Heineken Cup 2005-06.
Esordì in Nazionale il 22 marzo 1997 a Grenoble nella finale di Coppa FIRA in occasione della prima sconfitta dei francesi contro l'Italia (32-40).
Non fu più convocato fino al 2000, anno in cui venne utilizzato in due incontri del Sei Nazioni.
Disputò il suo primo incontro da titolare nel novembre 2001 contro l'Australia, e fino a tutto il 2007 prese parte a tutte le edizioni del Sei Nazioni, vincendone tre, di cui due (2002 e 2004) con il Grande Slam.
Disputò inoltre la Coppa del Mondo di rugby 2003 in Australia e quella del 2007 in Francia.
Fu per la prima volta capitano nel test match dell'agosto 2007 contro il Galles; a gennaio 2008 comunicò il suo ritiro internazionale per continuare la sua attività di club.
Alla fine della stagione 2007-08, dopo 16 anni al Biarritz, accettò l'offerta dei London Wasps di giocare nelle loro file in English Premiership.
Dopo la fine del contratto con gli Wasps rimase senza club pur senza essersi formalmente ritirato dall'attività agonistica; il ritiro effettivo avvenne a marzo 2012.

## Palmarès
- Campionati francesi: 3
Biarritz: 2001-02, 2004-05, 2005-06
- Premiership: 1
Wasps: 2007-08